# 名古屋証券取引所
株式会社名古屋証券取引所（なごやしょうけんとりひきじょ）は、愛知県名古屋市中区栄三丁目8番20号にある金融商品取引所である。略称は名証（めいしょう）。俗称は伊勢町。

## 概要
名古屋株式取引所を前身とする、日本の地方都市に拠点を置く証券取引所（名古屋、福岡、札幌）の一つ。所在地が面する通りの名称から伊勢町の通称でも呼ばれる。かつては、東京証券取引所（東証）、大阪証券取引所（大証）とともに日本の三大市場と呼ばれていた（大証は、2013年7月16日に東証と経営統合し、デリバティブ取引に特化している）。しかし、東京証券取引所への一極集中の影響を受け、売買高におけるシェアは0.02％（平成26年度の統計）と極少である。
株式市場として、上場基準の異なるプレミア市場・メイン市場、1999年に開設された新興企業向けの市場であるネクストがある。また株式以外にも、公社債市場、外国債市場、新株予約権付社債券（転換社債）・新株引受権付社債券（ワラント債）市場、新株予約権証券市場が開かれている。
2022年4月4日に東京証券取引所が新市場区分（プライム市場・スタンダード市場・グロース市場）へ移行した事に伴い、同日付で市場第一部を「プレミア市場」、市場第二部を「メイン市場」、セントレックスを「ネクスト市場」へ名称を変更した。プレミア市場への上場基準は東証プライム市場と同様に、これまでの市場第一部よりも厳しくなる。
2015年の売買高は6億3863万株（前年比22％増）となり、4年連続で増加した。2017年（平成29年度）の年間売買代金は1401億円となり、札幌証券取引所の3335億円を初めて下回った。

## 東証との相違点
一部のネット証券において名証に上場する株式を売買することができないことや、アナリストの目が届かず企業分析が困難なことなどから、東京証券取引所と比較して機関投資家や個人投資家の資金流入が少なく、売買が成立しない銘柄も多い。名証に単独上場する銘柄を対象としたインデックスファンドが存在しないことから、世界的に近年増加しているインデックス投資（パッシブ運用）の資金が入らないため、東証と比較して流動性・安定性に欠ける。その一方で、時価総額の小さな銘柄が多く少額の資金で大きな株価変動が狙えるため、仕手化やイナゴ投資などギャンブル性の強い値動きをする銘柄もある。

## 名証と東証
前述の通り、東証への集中により当取引所への上場廃止とする会社が相次ぎ、新規上場がなかった2014年には10年前と比較して上場企業数が約4割減少している。東海地方を拠点とする企業であっても知名度や売買活性化の面で東証上場が圧倒的に有利であるため、成長力のある企業は本店所在地に関わらず東証への上場を目指すのが現在では一般的である。売買システムも東京証券取引所の新システムarrowheadに依存しているため、東証の売買関連システムが停止すると名証を含む地方取引所も連鎖的に停止することとなり、地理的に東京と名古屋が離れていても地政学リスクは分散されない。
しかし、東証が2022年の市場改革により上場維持基準を厳格化する動きを強めると、一転して上場廃止により市場での取引ができなくなることを危惧する企業による名証への重複上場が相次いだ。名証上場企業の東証との重複上場率は2024年12月末時点で8割を超えた。

## 重複上場
一方で、東証の上場維持基準における経過処置が2025年3月に終了するのに伴い、名証に重複上場を行う東証上場企業が増加している。名証ネクスト市場の上場維持基準は、時価総額2億円以上のみで流通株式時価総額の基準はない。対して東証グロース市場は、上場後10年経過後は時価総額40億円以上とされる。流通株式比率も東証スタンダードは25%以上だが、名証メインは10%以上である。
東証スタンダード市場上場企業がメイン市場に重複上場することが多いが、東証グロース市場上場企業や東証プライム市場上場企業がメイン市場に重複上場するケースもある。

## 立会時間
- 前場 09:00 - 11:30
- 後場 12:30 - 15:30

## 沿革

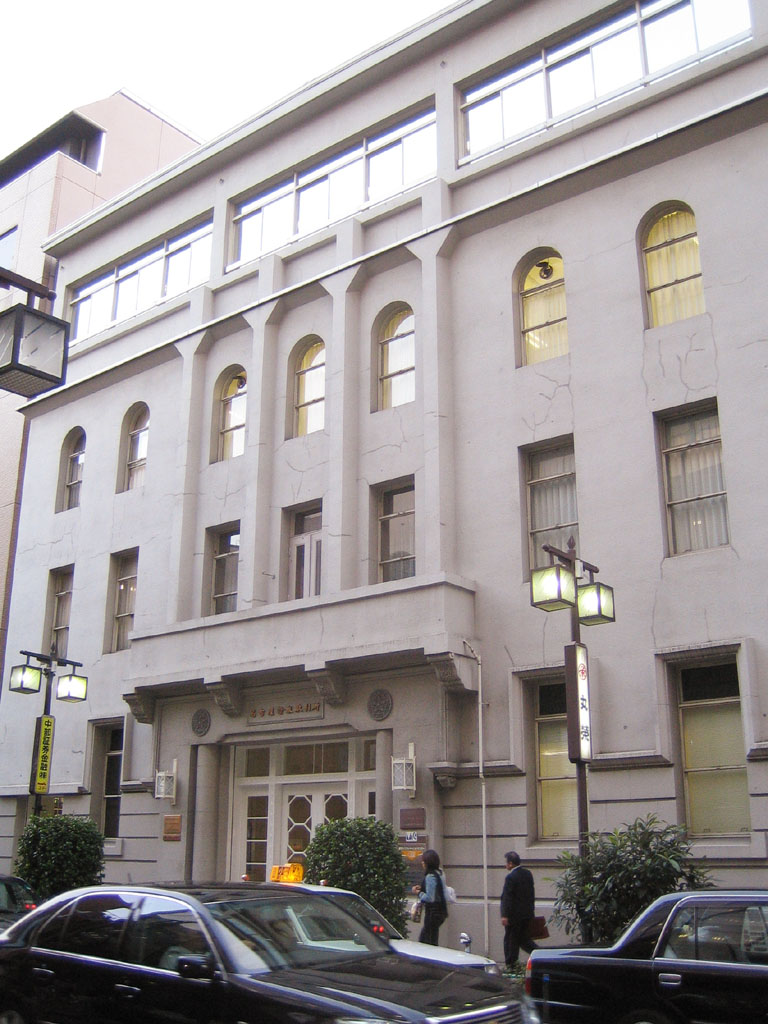
旧・名古屋証券取引所本館

- 1886年3月18日 - 名古屋株式取引所（旧）設立（取引開始は同年7月。1889年12月12日解散）。
- 1893年11月18日 - 株式会社名古屋株式取引所設立。
- 1894年2月19日 - 取引再開。同時に名古屋株式取引所株が上場。
- 1928年1月4日 - 新市場館に移転。
- 1932年3月20日 - 新本館完成。
- 1943年
  - 3月31日 - 名古屋株式取引所株の上場廃止。
  - 7月1日 - 全国8証券取引所と合併し株式会社日本証券取引所（日証）を設立、名古屋支所となる。
- 1945年
  - 3月19日 - 名古屋空襲により市場館焼失。
  - 8月10日 - 全市場休場（取引停止）。
  - 9月25日 - GHQ「株式市場再開はGHQの承認を要する」との覚書発表。
  - 12月 - この頃から、証券業者が取引所の一角に集まり相対取引・情報交換を行う「集団取引」が活発化。GHQは「店頭取引の延長」と判断し黙認。
- 1947年4月16日 - 日証解散。取引所建物は平和不動産が承継。
- 1949年
  - 2月1日 - GHQ経済科学局、1945年9月25日の覚書を事実上撤回。
  - 3月4日 - GHQ、名古屋株式市場再開を了承。
  - 4月1日 - 証券取引法による「証券会員制法人名古屋証券取引所」設立。
  - 5月16日 - 取引再開。
- 1950年5月1日 - 市場館再建。都市復興計画により、敷地を分断する形で市道が通る事になったため、道路を跨ぐ特殊な構造だった。当時の法律では原則禁止されており、愛知県（のち名古屋市に移管）から特例を受けていた。[12]
- 1951年
  - 6月1日 - 信用取引制度発足。
  - 9月26日 - 名証修正平均株価（名証旧ダウ）算出・公表開始。90銘柄を対象。当日の値は93円77銭。
- 1959年1月5日 - 120銘柄を対象とする新平均株価（名証新ダウ）算出・公表開始。当日の値は124円10銭 名証旧ダウの算出対象も120銘柄に拡大。
- 1961年
  - 10月2日 - 株式市場が第1部と第2部に分かれる。同時に名証第2部修正平均株価も算出・公表開始。
  - 11月 - 債券取引開始。
- 1967年7月27日 - 新株引受権証券取引開始。
- 1968年9月2日 - 本館4階に立会場増築・移転。名古屋市の市場館閉鎖勧告を受けてのもの。
- 1969年
  - 6月30日 - 名証新ダウの算出・公表停止。
  - 7月1日 - 名証株価指数算出・公表開始（算出基準日は1968年1月4日）。
- 1970年6月30日 - 名証旧ダウ・第2部修正平均株価の算出・公表停止。
- 1971年2月1日 - 転換社債取引開始。
- 1985年11月 - 特例銘柄制度の実施。
- 1989年10月 - 25銘柄を対象とする株価指数オプション取引市場「オプション25」を開設。同時にオプション25指数も算出・公表開始（算出基準日は1988年1月4日）。
- 1994年5月 - 単独上場銘柄の取引をコンピュータシステムに移行。
- 1995年1月 - 市場第二部に特別指定銘柄制度を創設。
- 1996年1月 - 市場第二部の特別指定銘柄を市場第二部へ統合。市場第二部に特則銘柄制度を創設。
- 1997年
  - 9月 - 特例銘柄制度を廃止。売買立会時間を延長。
  - 12月 - 立会外売買取引制度を創設。
- 1998年
  - 9月 - 「N-NET」を導入。
  - 11月2日 - オプション25休止。
- 1999年10月 - 新興企業向け株式取引市場「セントレックス」を開設。
- 2000年9月4日 - 全取引をコンピュータシステムに移行。立会場を閉鎖。
- 2001年5月 - 名証インフォメーションセンター(MIC)を開設。
- 2002年4月 - 株式会社に移行し、称号を株式会社名古屋証券取引所とする。
- 2005年
  - 6月 - 外国会社向け上場制度の創設。
  - 11月4日 - 相場報道システムに障害が発生し、市場1部・2部と「セントレックス」で取引停止。
- 2007年9月3日 - 名古屋証券取引所ビルに全面移転。
- 2008年1月25日 - 金融庁より、上場審査業務や2004年に行われた検査で指摘された事項について改善措置の実施状況等に不備があったとして業務改善命令が発令。
- 2010年1月4日 - 売買システムを東京証券取引所の新システムarrowheadに移行。
- 2011年2月22日 - 日本初のご当地ETF「MAXIS（マクシス）S&P東海上場投信」（通称：東海ETF）を新規上場。
- 2020年（令和2年）10月1日 - 東京証券取引所の売買システムにて株価など相場情報の配信に障害が発生した影響で、同システムを利用している名古屋証券取引所においても午前9時の取引開始から全ての上場株式の売買が終日停止された。
- 2022年（令和4年）4月4日 - 市場第一部を「プレミア市場」へ、市場第二部を「メイン市場」へ、セントレックスを「ネクスト市場」へ名称変更。

## 規定

### 上場・上場廃止に関する規定
有価証券上場は審査基準がある。主な審査基準は下表の通りである。
| 審査基準                                      | プレミア                                                                                                | メイン | ネクスト                                                                                   |
| --------------------------------------------- | --- | --- | ------------------------------------------------------------------------------------------ |
| 株主数 （上場時見込み）                       | 800人以上                                                                                               | 300人以上 | 150人以上                                                                                  |
| 流通株式数 （上場時見込み） 又は 公募等の実施 | 流通株式数が20,000単位以上かつ 流通株式比率が35％以上                                                   | 以下のいずれかに適合すること *流通株式数が2,000単位以上かつ 上場株式数の25％以上 *上場日の前日までに公募又は 売出しを1,000単位又は 上場株式数の10％のいずれか多い株式数以上を行うこと | 上場時に500単位以上の公募・売出しを行うこと （既上場会社又はダイレクトリスティングを除く） |
| 時価総額 （上場時見込み）                     | 250億円以上                                                                                             | 10億円以上 | 3億円以上                                                                                  |
| 純資産の額 （上場時見込み）                   | 連結純資産が50億円以上 （単体純資産が正であること）                                                     | 連結純資産が正 | -                                                                                          |
| 利益の額 （連結経常利益） 又は 売上高         | 最近2年間の利益の額が総額25億円以上 又は 最近1年間の連結売上高が100億円以上かつ 時価総額が1,000億円以上 | 最近1年間の利益の額が1億円以上 | -                                                                                          |
| 事業継続年数                                  | 3年以前から取締役会を設置して、 継続的に事業活動をしていること                                          | 3年以前から取締役会を設置して、 継続的に事業活動をしていること | 1年以前から取締役会を設置して、 継続的に事業活動をしていること                             |

上記の他にも虚偽記載又は不適正意見等、上場会社監査事務所による監査、株式事務代行機関の設置等々に関する規定がある。なお、コーポレートガバナンス・コードへの対応に関しては、プレミア市場では東京証券取引所プライム市場向け項目については適用しない。東京証券取引所グロース市場上場企業がメイン市場へ新規上場を行う場合におけるコーポレートガバナンス・コードへの対応に関しては、東証グロース市場と同様に基本原則のみを適用する。
2022年4月3日時点で上場している企業は、諸手続を行うことなく名称変更後の市場区分で上場を継続する。
東京証券取引所上場企業、札幌証券取引所上場企業、福岡証券取引所上場企業が新規上場を行う場合、以下の特例制度を設けている。
- 新規上場申請に係る提出書類を簡素化
- 新規上場に係る料金の減免
- 国内の他の金融商品取引所における上場実績が良好と認められる場合には、実質審査基準（上場適格要件）の各観点の全部又は一部に適合するものとする、上場審査の弾力的な取扱い
- 主幹事証券会社からの上場適格性調査に関する報告書は不要
  - 主幹事証券会社からの上場適格性調査に関する報告書に関しては、東京証券取引所グロース市場上場企業、アンビシャス上場企業、Q-Board上場企業がネクスト市場に新規上場を行う場合、東証グロース・アンビシャス・Q-Boardに新規上場後3年未満の場合に限り不要となる。

上場廃止基準は、上場維持基準への不適合、虚偽記載又は不適正意見等、売買高、その他（破産や反社会的勢力の関与など）等々に関する規定に違反した場合。
上場維持基準に抵触したとしても、即ち上場廃止にならない。債務超過に関しては、審査対象事業年度の末日以前3か月間の平均時価総額が1,000億円以上の場合（改善に向けた計画を適切に開示しているものに限る）と法的整理、私的整理（事業再生ADRなど）、地域経済活性化支援機構の再生支援により債務超過でなくなることを計画している場合は上場維持基準には抵触しない。

### 市場変更に関する規定
市場変更（例：メイン市場→プレミア市場、ネクスト市場→メイン市場）を行う場合は、市場変更の申請を行う必要がある。ネクスト市場からメイン市場へ市場変更する場合は、以下の特例制度を設けている。
- 市場区分の変更申請に係る提出書類を簡素化
- 主幹事証券会社からの上場適格性調査に関する報告書は不要

プレミア市場上場企業では、上場維持基準に抵触し、かつ改善の見込みがないと上場廃止となる東証プライム市場とは異なり、プレミア市場の上場維持基準に抵触し、かつメイン市場の上場維持基準を満たしている場合は、プレミア市場からメイン市場への市場区分の変更が行われる。
過去5年以内に特別注意銘柄の指定を受けたり、改善報告書の提出を求められた上場企業が市場変更申請を行う場合は、東京証券取引所同様、通常の審査の他にも、実効性確保措置に関連して策定された改善措置が適切に履行されているかの審査も実施される。
市場変更（福岡証券取引所などの他の証券取引所に重複上場する場合も含む）に際して、実効性確保措置に関連して策定された改善措置が適切に履行されているかの審査を受けなければならない上場企業は以下の通り（2025年4月19日現在）。
| コード | 銘柄名                             | 現在上場している市場 （括弧内は 他の証券取引所に 重複上場している 市場） | 過去5年以内に 上場企業が受けた 実効性確保措置 | 対象期間                       |
| ------ | ---------------------------------- | ------------------------------------------------------------------------ | --------------------------------------------- | ------------------------------ |
| 1780   | ヤマウラ                           | プレミア （東証プライム）                                                | 改善報告書の徴求                              | 2023年10月7日～2028年10月6日   |
| 3808   | オウケイウェイヴ                   | ネクスト                                                                 | 特別注意銘柄の指定                            | 2022年10月15日～2029年5月30日  |
| 5994   | ファインシンター                   | メイン （東証スタンダード）                                              | 改善報告書の徴求                              | 2024年12月21日～2029年12月20日 |
| 6615   | ユー・エム・シー・エレクトロニクス | メイン （東証プライム）                                                  | 東証による 特設注意市場銘柄の指定             | 2024年10月10日～2026年4月28日  |

## 上場会社数
名古屋証券取引所に上場している会社の数は、2025年7月10日現在で302（うち単独上場55）。内訳は次の通り。
| 市場の種別   | 全体 | (単独上場) |
| ------------ | ---- | ---------- |
| プレミア市場 | 170  | (3)        |
| メイン市場   | 111  | (38)       |
| ネクスト市場 | 21   | (14)       |
| 合計         | 302  | (55)       |

※凡例
(単独上場) - 名証単独上場銘柄

### 上場会社一覧
- 名古屋証券取引所プレミア市場上場企業一覧
- 名古屋証券取引所メイン市場上場企業一覧
- 名古屋証券取引所ネクスト市場上場企業一覧
- 名古屋証券取引所で上場廃止となった企業一覧